# Фехельде
Фехельде (нем. Vechelde) — община в Германии, в земле Нижняя Саксония.
Входит в состав района Пайне. Население составляет 16 094 человека (на 31 декабря 2010 года). Занимает площадь 75,89 км².
Коммуна подразделяется на 17 сельских округов.
| Год  | Население |
| ---- | --------- |
| 1990 | 14 429    |
| 1995 | 15 023    |
| 2000 | 15 866    |
| 2005 | 16 231    |
| 2010 | 16 086    |